# Strategia Bethune
Strategia Bethune (ang. Bethune Strategy) – rysunek wykonany akwarelą na papierze w 1940 przez brytyjskiego malarza Richarda Hardinga Seddona, znajdujący się w zbiorach Imperial War Museum w Londynie.

## Opis
Rysunek przedstawia makietę działa polowego wykonaną w mieście Béthune w północnej Francji, w celu zmylenia i opóźnienia zbliżających się wojsk niemieckich w czasie bitwy o Francję w 1940 podczas II wojny światowej. Lufa „działa” przywiązana do podpór z desek i podtrzymywana przez beczkę, wykonana jest z długiego kawałka drąga w taki sposób, aby swoim kształtem przypominała tę prawdziwą. Dodatkowo maska „działa” zrobiona z desek zamaskowana jest zielonym brezentem, aby stworzyć złudzenie stanowiska ogniowego. „Działo” skierowane w dół drogi znajduje się obok drewnianej stodoły.
Prosty rysunek Richarda Hardinga Seddona w sposób doskonały przedstawia bardzo dobrze wyglądającą makietę działa polowego.